# Anilocra gigantea
Anilocra gigantea är en kräftdjursart som först beskrevs av Geoffrey Alton Craig Herklots 1870.  Anilocra gigantea ingår i släktet Anilocra och familjen Cymothoidae. Inga underarter finns listade i Catalogue of Life.